# Roland Bausert
Roland Bausert (* 17. Januar 1942 in Pforzheim), auch bekannt unter dem Künstlernamen Roland B., ist ein deutscher Schlagersänger.

## Leben
Er war von 1966 bis 1979 Solosänger der Flippers. Nach seinem Ausstieg wurde er von 1980 bis 1984 durch Albin Bucher, besser bekannt als Albin Berger, ersetzt. Unter dem Künstlernamen Roland B. veröffentlichte er mehrere Alben und Singles. Nach dem Ausstieg Buchers kehrte Bausert 1985 kurzzeitig wieder zu den Flippers zurück. Von 1987 bis 1989 war er mit Albin Berger als Albin Berger und Roland B. Band unterwegs. Einige Zeit war er bei der Tanz- und Showband Piccolos Mitglied.

## Diskografie mit den Flippers
| Jahr | Albumtitel                |
| ---- | ------------------------- |
| 1970 | Die Flippers              |
| 1971 | Alles Liebe               |
| 1974 | Komm auf meine Insel      |
| 1975 | Das schönste im Leben     |
| 1975 | Die schönsten Volkslieder |
| 1976 | Von Herz zu Herz          |
| 1976 | Marlena                   |
| 1977 | Kinder des Sommers        |
| 1979 | Heimweh nach Tahiti       |

## Diskografie als Roland B.

### Alben
| Jahr | Albumtitel                                                 |
| ---- | ---------------------------------------------------------- |
| 1984 | Von Herzen                                                 |
| 1985 | Ein schöner Augenblick                                     |
| 1991 | Für immer Dein                                             |
| 1997 | Die großen Flippers-Hits gesungen von Roland B. (3-CD-Box) |
| 1999 | Immer wieder Träumerei                                     |
| 2016 | Unsre erste Nacht                                          |

### Singles
| Jahr | Titel              |
| ---- | ------------------ |
| 1989 | Una Fiesta Español |